# 日本高速公路列表

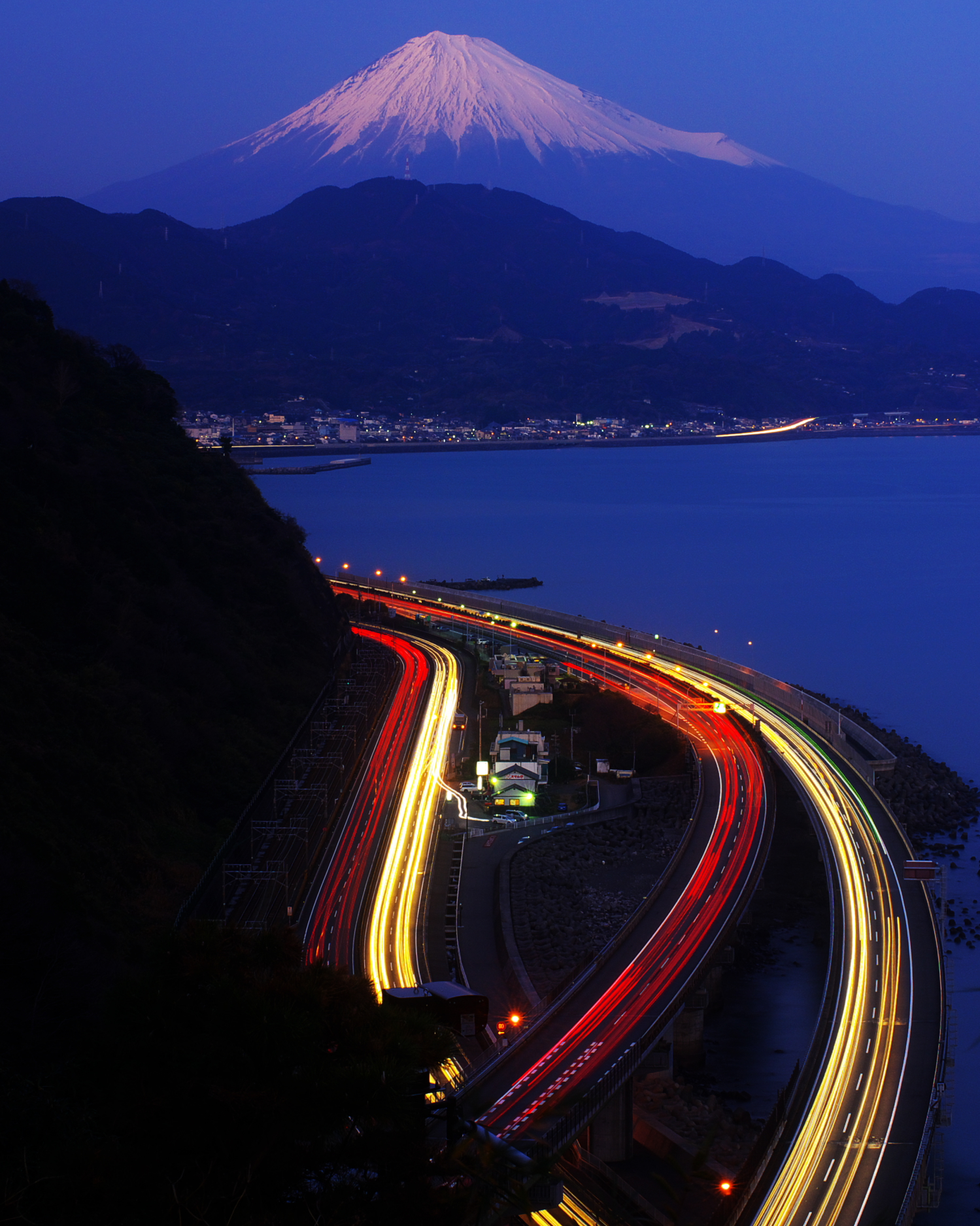
行經靜岡市薩埵峠的國道一號（左）與東名高速公路（右），遠處為富士山與駿河灣

以下列出日本的高速公路。

## 高速自動車國道

### 國土開發幹線自動車道
| 路線名                 | 路線名                 | 起點     | 終點       | 道路名 |
| ---------------------- | ---------------------- | -------- | ---------- | --- |
| 北海道縱貫自動車道     | 北海道縱貫自動車道     | 函館市   | 稚內市     | E5 道央自動車道                                                                                                   |
| 北海道橫斷自動車道     | 根室線                 | 黑松內町 | 根室市     | E5A 後志自動車道、札樽自動車道、E5 道央自動車道、E38 道東自動車道                                                 |
| 北海道橫斷自動車道     | 網走線                 | 黑松內町 | 網走市     | E5A 後志自動車道、札樽自動車道、E5 道央自動車道、E38 道東自動車道、E61 十勝鄂霍次克自動車道                       |
| 東北縱貫自動車道       | 弘前線                 | 東京都   | 青森市     | C3 東京外環自動車道、E4 東北自動車道                                                                              |
| 東北縱貫自動車道       | 八戶線                 | 東京都   | 青森市     | C3 東京外環自動車道、E4 東北自動車道、E4A 八戶自動車道、青森自動車道                                              |
| 東北橫斷自動車道       | 釜石秋田線             | 釜石市   | 秋田市     | E46 釜石自動車道、東北自動車道、秋田自動車道 （北上JCT - 河邊JCT）                                                |
| 東北橫斷自動車道       | 酒田線                 | 仙台市   | 酒田市     | E48 山形自動車道                                                                                                  |
| 東北橫斷自動車道       | 磐城新潟線             | 磐城市   | 新潟市     | E49 磐越自動車道                                                                                                  |
| 日本海沿岸東北自動車道 | 日本海沿岸東北自動車道 | 新潟市   | 青森市     | E7 日本海東北自動車道、E48 山形自動車道、E7 秋田自動車道 （河邊JCT - 小坂JCT）                                    |
| 東北中央自動車道       | 東北中央自動車道       | 相馬市   | 橫手市     | E13 東北中央自動車道                                                                                              |
| 關越自動車道           | 新潟線                 | 東京都   | 新潟市     | E17 關越自動車道、E8 北陸自動車道（長岡JCT-新潟中央JCT）、日本海東北自動車道（新潟中央JCT-新潟空港IC）            |
| 關越自動車道           | 上越線                 | 東京都   | 上越市     | E17 關越自動車道、E18 上信越自動車道                                                                              |
| 常磐自動車道           | 常磐自動車道           | 東京都   | 仙台市     | C3 東京外環自動車道、E6 常磐自動車道                                                                              |
| 東關東自動車道         | 館山線                 | 東京都   | 館山市     | C3 東京外環自動車道、E51 東關東自動車道、E14 館山自動車道                                                         |
| 東關東自動車道         | 水戶線                 | 東京都   | 水戶市     | C3 東京外環自動車道、E51 東關東自動車道                                                                           |
| 北關東自動車道         | 北關東自動車道         | 高崎市   | 常陸那珂市 | E50 北關東自動車道、東北自動車道、北關東自動車道                                                                  |
| 中央自動車道           | 富士吉田線             | 東京都   | 富士吉田市 | E20 E68中央自動車道（高井戶IC-大月JCT-河口湖IC）                                                                  |
| 中央自動車道           | 西宮線                 | 東京都   | 西宮市     | E20 E19中央自動車道（高井戶IC-大月JCT-小牧JCT）、E1 東名高速公路、名神高速公路                                    |
| 中央自動車道           | 長野線                 | 東京都   | 長野市     | E19中央自動車道、長野自動車道、E18 上信越自動車道                                                                 |
| 第一東海自動車道       | 第一東海自動車道       | 東京都   | 小牧市     | E1 東名高速公路                                                                                                   |
| 東海北陸自動車道       | 東海北陸自動車道       | 一宮市   | 砺波市     | E41 東海北陸自動車道                                                                                              |
| 第二東海自動車道       | 第二東海自動車道       | 東京都   | 名古屋市   | E1A 新東名高速公路、伊勢灣岸自動車道                                                                              |
| 中部橫斷自動車道       | 中部橫斷自動車道       | 靜岡市   | 佐久市     | E52 中部橫斷自動車道                                                                                              |
| 北陸自動車道           | 北陸自動車道           | 新潟市   | 米原市     | E8 北陸自動車道、關越自動車道（長岡IC-長岡JCT）、E7 日本海東北自動車道（新潟中央JCT-新潟空港IC）                  |
| 近畿自動車道           | 伊勢線                 | 名古屋市 | 伊勢市     | C3 名古屋第二環狀自動車道、E1A 伊勢灣岸自動車道、E23 東名阪自動車道、伊勢自動車道                                 |
| 近畿自動車道           | 名古屋大阪線           | 名古屋市 | 吹田市     | C3名古屋第二環狀自動車道、E23 東名阪自動車道、E25 西名阪自動車道、E26 近畿自動車道                                |
| 近畿自動車道           | 名古屋神戶線           | 名古屋市 | 神戶市     | E1A 伊勢灣岸自動車道、新名神高速公路                                                                              |
| 近畿自動車道           | 紀勢線                 | 松原市   | 多氣町     | E26 E42阪和自動車道、E42 紀勢自動車道                                                                             |
| 近畿自動車道           | 敦賀線                 | 吹田市   | 敦賀市     | E2A 中國自動車道、E27 舞鶴若狹自動車道                                                                            |
| 中國縱貫自動車道       | 中國縱貫自動車道       | 吹田市   | 下關市     | E2A 中國自動車道、廣島自動車道（廣島北JCT-廣島北IC）                                                              |
| 山陽自動車道           | 山陽自動車道           | 吹田市   | 下關市     | E2A 中國自動車道、E2 山陽自動車道、E29 播磨自動車道（播磨JCT-播磨新宮IC）、E73 岡山自動車道（岡山JCT-岡山總社IC） |
| 中國橫斷自動車道       | 姬路鳥取線             | 姬路市   | 鳥取市     | E29 播磨自動車道、中國自動車道、鳥取自動車道                                                                      |
| 中國橫斷自動車道       | 岡山米子線             | 岡山市   | 境港市     | E73 岡山自動車道、中國自動車道、米子自動車道                                                                      |
| 中國橫斷自動車道       | 尾道松江線             | 尾道市   | 松江市     | E54 尾道自動車道、松江自動車道、E9 山陰自動車道                                                                   |
| 中國橫斷自動車道       | 廣島濱田線             | 廣島市   | 濱田市     | E74 廣島自動車道、中國自動車道、濱田自動車道                                                                      |
| 山陰自動車道           | 山陰自動車道           | 鳥取市   | 美祢市     | E9 山陰自動車道、濱田自動車道                                                                                     |
| 四國縱貫自動車道       | 四國縱貫自動車道       | 德島市   | 大洲市     | E11 E32 德島自動車道、E32 高知自動車道、E11 E56 松山自動車道                                                      |
| 四國橫斷自動車道       | 四國橫斷自動車道       | 阿南市   | 大洲市     | E55 德島南部自動車道、E11 德島自動車道、高松自動車道、E32 E56 高知自動車道、E56 松山自動車道                      |
| 九州縱貫自動車道       | 鹿兒島線               | 北九州市 | 鹿兒島市   | E3 九州自動車道                                                                                                   |
| 九州縱貫自動車道       | 宮崎線                 | 北九州市 | 宮崎市     | E3 九州自動車道、E10 宮崎自動車道                                                                                 |
| 九州橫斷自動車道       | 長崎大分線             | 長崎市   | 大分市     | E34長崎自動車道、大分自動車道、E10 東九州自動車道                                                                 |
| 九州橫斷自動車道       | 延岡線                 | 御船町   | 延岡市     | E77 九州中央自動車道                                                                                              |
| 東九州自動車道         | 東九州自動車道         | 北九州市 | 鹿兒島市   | E10 E78 東九州自動車道                                                                                            |

### 國幹道以外指定高速自動車國道
| 路線名           | 起點     | 終點         | 道路名               |
| ---------------- | -------- | ------------ | -------------------- |
| 新機場自動車道   | 成田市   | 成田國際機場 | E65 新機場自動車道   |
| 關西機場自動車道 | 泉佐野市 | 關西國際機場 | E71 關西機場自動車道 |
| 關門橋           | 下關市   | 北九州市     | E2A 關門橋           |
| 沖繩自動車道     | 名護市   | 那霸市       | E58 沖繩自動車道     |

## 高速自動車國道並行一般國道快速道路
| 編號    | 國土開發幹線自動車道   | 國土開發幹線自動車道   | 並行一般國道快速道路 |
| ------- | ---------------------- | ---------------------- | --- |
| E5      | 北海道縱貫自動車道     | 北海道縱貫自動車道     | 函館新道、名寄美深道路、音威子府繞道、幌富繞道、豐富繞道 |
| E5A     | 北海道橫斷自動車道     | 共線段                 | 黑松內新道、倶知安余市道路 |
| E38 E44 | 北海道橫斷自動車道     | 根室線                 | 釧路外環狀道路、尾幌糸魚澤道路、根室道路 |
| E61     | 北海道橫斷自動車道     | 網走線                 | 北見道路、端野高野道路、美幌繞道 |
| E4A     | 東北縱貫自動車道       | 八戶線                 | 百石道路、第二陸奧收費道路、上北自動車道 |
| E46     | 東北橫斷自動車道       | 釜石秋田線             | 釜石道路、仙人峠道路、遠野道路 |
|         | 東北橫斷自動車道       | 酒田線                 | （笹谷隧道：1998年7月1日編入高速自動車國道）、月山道路 |
| E7      | 日本海沿岸東北自動車道 | 日本海沿岸東北自動車道 | 朝日溫海道路、遊佐象潟道路、象潟仁賀保道路、仁賀保本莊道路、秋田外環狀道路、琴丘能代道路、二井今泉道路、鷹巢大館道路、大館西道路 |
| E13     | 東北中央自動車道       | 東北中央自動車道       | 相馬福島道路、米澤南陽道路、尾花澤新庄道路、新庄北道路、泉田道路、新庄金山道路、金山道路、主寢坂道路、真室川雄勝道路、院內道路、横堀道路、湯澤橫手道路 |
| E6      | 常磐自動車道           | 常磐自動車道           | 仙台東部道路、仙台北部道路 |
| E14     | 東關東自動車道         | 館山線                 | 京葉道路、富津館山道路 |
| E50     | 北關東自動車道         | 北關東自動車道         | 東水戶道路 |
| E1A     | 第二東海自動車道       | 第二東海自動車道       | 伊勢灣岸道路 |
| E25     | 近畿自動車道           | 名古屋大阪線           | 名阪國道 |
| E1A     | 近畿自動車道           | 名古屋神戶線           | 伊勢灣岸道路 |
| E42     | 近畿自動車道           | 紀勢線                 | （海南湯淺道路：2005年4月1日編入高速自動車國道）、周參見串本道路、串本太地道路、那智勝浦新宮道路、新宮紀寶道路、熊野道路、熊野尾鷲道路 |
| E2      | 山陽自動車道           | 山陽自動車道           | 廣島岩國道路、小郡道路、山口宇部道路 |
| E29     | 中國橫斷自動車道       | 姬路鳥取線             | 志戶坂峠道路 |
| E9      | 山陰自動車道           | 山陰自動車道           | 鳥取西道路、青谷羽合道路、北條道路、東伯中山道路、中山名和道路、名和淀江道路、米子道路、安來道路、松江道路、出雲湖陵道路、湖陵多伎道路、多伎朝山道路、朝山大田道路、大田靜間道路、靜間仁摩道路、仁摩溫泉津道路、福光淺利道路、江津道路、濱田道路、濱田三隅道路、三隅益田道路、益田道路、木與防災道路、萩三隅道路、長門俵山道路、俵山豐田道路 |
| E56     | 四國橫斷自動車道       | 四國橫斷自動車道       | (高松東道路：2017年11月21日編入高速自動車國道）、須崎道路、窪川佐賀道路、中村宿毛道路、津島道路、宇和島道路、大洲道路 |
| E77     | 九州橫斷自動車道       | 延岡線                 | 蘇陽五瀨道路、五瀨高千穗道路、高千穗日之影道路、北方延岡道路 |
| E10     | 東九州自動車道         | 東九州自動車道         | 椎田道路、宇佐別府道路、延岡道路、延岡南道路、日南志布志道路、油津夏井道路、隼人道路 |

注：第二陸奧道路、山口宇部道路為縣道。

## 國土交通大臣指定高規格幹線道路（一般國道快速道路）
參照國土交通大臣指定高規格幹線道路（一般國道快速道路）

## 本州四國聯絡道路
| 編號 | 路線名         | 道路名               | 起點   | 終點   | 國道路線名 |
| ---- | -------------- | -------------------- | ------ | ------ | ---------- |
| E28  | 神戶、鳴門路線 | 神戶淡路鳴門自動車道 | 神戶市 | 鳴門市 | 國道28號   |
| E30  | 兒島、坂出路線 | 瀨戶中央自動車道     | 早島町 | 坂出市 | 國道30號   |
| E76  | 尾道、今治路線 | 西瀨戶自動車道       | 尾道市 | 今治市 | 國道317號  |

## 地域高規格道路
參照地域高規格道路列表

## 其他快速道路
參照日本其他快速道路列表
本類道路是高規格幹線道路與地域高規格道路以外的快速道路。

## 關連項目
- 日本高速公路
- 高速自動車國道
- 地域高規格道路列表
- 自動車專用道路
- 日本一般收費道路列表
- 宇部興產專用道路
- 高速公路建設推進議員聯盟

## 外部連結
- 國土交通省道路局 （页面存档备份，存于）